# Министр по делам Союза (Великобритания)
Министр по делам Союза (англ. Minister for the Union) — это должность в кабинете министров Великобритании, которая одновременно занималась вместе с постом премьер-министра.

## История
Должность была создана Борисом Джонсоном во время его первого кабинета, чтобы одновременно выполнять обязанности премьер-министра. Джонсон предложил эту должность во время предвыборной кампании на пост лидера Консервативной партии в 2019 году. Он был первым премьер-министром, который принял этот титул, и должность сохранялась у Джонсона во время его второго кабинета, а также при премьер-министрах Лиз Трасс и Риши Сунаке.
4 сентября 2019 года правительство объявило о выделении 10 млн фунтов на поддержку работы премьер-министра в качестве министра по делам Союза.
Роль, по-видимому, вакантна с 5 июля 2024 года, так как нынешний премьер-министр Кир Стармер в настоящее время не указан как занимающий эту должность на правительственном веб-сайте, хотя это может быть упущением, поскольку "министр по делам государственной службы" также отсутствовал в первую неделю его премьерства на сайте.

## Обязанности
С сентября 2020 года заявленные обязанности должности заключаются в следующем: "Как министр по делам Союза, премьер-министр работает над тем, чтобы всё правительство действовало от имени всего Соединённого Королевства: Англии, Северной Ирландии, Шотландии и Уэльса". До этого момента на правительственном веб-сайте не было указано никаких обязанностей, связанных с этой должностью.

## Список министров
Партии